# La Jolla
La Jolla San Diego egyik kerülete az USA Kalifornia államában. Lakosainak száma 42 808 fő (2004).

## Népesség
A település népességének változása:

| 2004 | 42 808 |